# 泓芝驿镇
泓芝驿镇，是中华人民共和国山西省运城市盐湖区下辖的一个乡镇级行政单位。

## 行政区划
泓芝驿镇下辖以下地区：
张岳村、泓芝驿村、董杜村、西翟底村、孙余村、北店村、南店村、累德村、乔阳村、余林村、东庄村、寨里村、寨头村、王过村、北古村和郭半村。